# Atletika na Letních olympijských hrách 2016 – ženy, skok o tyči
| 100 m          | muži | ženy |
| 200 m          | muži | ženy |
| 400 m          | muži | ženy |
| 800 m          | muži | ženy |
| 1500 m         | muži | ženy |
| 5 000 m        | muži | ženy |
| 10 000 m       | muži | ženy |
| Maraton        | muži | ženy |
| 100 m překážek |      | ženy |
| 110 m překážek | muži |      |
| 400 m překážek | muži | ženy |
| Steeplechase   | muži |      |
| chůze na 20 km | muži | ženy |
| chůze na 50 km | muži |      |
| Dálka          | muži | ženy |
| Trojskok       | muži | ženy |
| Výška          | muži | ženy |
| Tyč            | muži | ženy |
| Koule          | muži | ženy |
| Disk           | muži | ženy |
| Oštěp          | muži | ženy |
| Kladivo        | muži | ženy |
| Sedmiboj       |      | ženy |
| Desetiboj      | muži |      |
| 4×100 m        | muži | ženy |
| 4×400 m        | muži | ženy |

 Skok o tyči žen na Letních olympijských hrách 2016 se uskutečnil od 16. do 19. srpna na Olympijském stadionu v Riu de Janeiru.

## Medailisté
| Zlatá medaile    | Katerina Stefanidiová · Řecko            |
| Stříbrná medaile | Sandi Morrisová · Spojené státy americké |
| Bronzová medaile | Eliza McCartneyová · Nový Zéland         |

## Rekordy
Před startem soutěže byly platné rekordy následující:
| Světový rekord           | Jelena Isinbajevová (RUS) | 5,06 m | Curych, Švýcarsko | 28. srpen 2009    |
| Olympijský rekord        | Jelena Isinbajevová (RUS) | 5,05 m | Peking, Čína      | 18. srpen 2008    |
| Nejlepší výkon roku 2016 | Sandi Morrisová (USA)     | 4,93 m | Houston, USA      | 23. červenec 2016 |

## Kalendář
Pozn. Všechny časy jsou v brazilském čase (UTC-3).
| Datum                | Čas   | Kolo        |
| -------------------- | ----- | ----------- |
| Úterý 16. srpna 2016 | 09:45 | Kvalifikace |
| Pátek 19. srpna 2016 | 20:30 | Finále      |

## Výsledky
- Q Přímý postup po splnění kvalifikačního limitu
- q Dodatečný postup pro doplnění počtu účastníků finále na 12
- DNS Nestartovala
- DNF Nedokončila
- DSQ Diskvalifikována
- NM Žádný platný pokus
- x Neplatný pokus
- PB osobní rekord
- SB nejlepší výkon sezóny
- NR národní rekord
- CR kontinentální rekord
- OR olympijský rekord
- WR světový rekord

### Kvalifikace
Kvalifikační limit byl stanoven na 4,60 m. Na každé postupné výšce měly účastníce tři pokusy. Kvalifikační výšku úspěšně zdolalo sedm skokanek. Dále do finále postoupilo 5 skokanek, které zdolaly na první pokus předchozí postupnou výšku 4,45 m a na nižších výškách měly čistý zápis.
| Poř. | Skupina | Skokanka                | Země                   | 4,15 | 4,30 | 4,45 | 4,55 | 4,60 | Výsledek | Pozn. |
| ---- | ------- | ----------------------- | ---------------------- | ---- | ---- | ---- | ---- | ---- | -------- | ----- |
| 1    | A       | Katerina Stefanidiová   | Řecko                  | –    | –    | –    | –    | o    | 4,60     | Q     |
| 2    | A       | Holly Bradshawová       | Velká Británie         | –    | –    | o    | xo   | o    | 4,60     | Q     |
| 2    | A       | Lisa Ryzihová           | Německo                | –    | –    | –    | xo   | o    | 4,60     | Q     |
| 2    | B       | Jennifer Suhrová        | Spojené státy americké | –    | –    | –    | xo   | o    | 4.60     | Q     |
| 5    | A       | Eliza McCartneyová      | Nový Zéland            | –    | –    | xxo  | xo   | o    | 4,60     | Q     |
| 5    | B       | Yarisley Silvaová       | Kuba                   | –    | –    | xo   | xxo  | o    | 4,60     | Q     |
| 7    | B       | Martina Strutzová       | Německo                | –    | o    | xo   | o    | xo   | 4,60     | Q     |
| 8    | A       | Kelsie Ahbeová          | Kanada                 | –    | o    | o    | o    | –    | 4,55     | q     |
| 8    | A       | Alana Boydová           | Austrálie              | –    | –    | o    | o    | –    | 4,55     | q     |
| 8    | B       | Nicole Büchlerová       | Švýcarsko              | –    | –    | o    | o    | –    | 4,55     | q     |
| 8    | A       | Sandi Morrisová         | Spojené státy americké | –    | –    | o    | o    | –    | 4,55     | q     |
| 8    | B       | Tina Šutejová           | Slovinsko              | o    | o    | o    | o    | –    | 4,55     | q     |
| 13   | B       | Minna Nikkanenová       | Finsko                 | –    | o    | xo   | o    | xxx  | 4,55     |       |
| 14   | B       | Angelica Bengtssonová   | Švédsko                | o    | o    | o    | xo   | xxx  | 4,55     |       |
| 14   | A       | Maryna Kylypko          | Ukrajina               | o    | o    | o    | xo   | xxx  | 4.55     |       |
| 16   | B       | Li Ling                 | Čína                   | –    | o    | xo   | xo   | xxx  | 4,55     |       |
| 17   | A       | Michaela Meijerová      | Švédsko                | –    | o    | o    | xxx  |      | 4,45     |       |
| 17   | B       | Alysha Newmanová        | Kanada                 | –    | o    | o    | xxx  |      | 4,45     |       |
| 19   | A       | Jiřina Ptáčníková       | Česko                  | –    | o    | xo   | xxx  |      | 4,45     |       |
| 19   | A       | Lexi Weeksová           | Spojené státy americké | –    | o    | xo   | xxx  |      | 4,45     |       |
| 21   | B       | Sonia Malavisiová       | Itálie                 | o    | o    | xxo  | xxx  |      | 4,45     |       |
| 21   | B       | Annika Roloffová        | Německo                | –    | o    | xxo  | xxx  |      | 4,45     |       |
| 23   | A       | Angelica Moserová       | Švýcarsko              | xo   | xxo  | xxo  | xxx  |      | 4,45     |       |
| 24   | B       | Romana Maláčová         | Česko                  | o    | o    | xxx  |      |      | 4,30     |       |
| 24   | A       | Wilma Murtoová          | Finsko                 | –    | o    | xxx  |      |      | 4,30     |       |
| 24   | B       | Marta Onofreová         | Portugalsko            | o    | o    | xxx  |      |      | 4,30     |       |
| 27   | B       | Tori Pena               | Irsko                  | o    | xo   | xxx  |      |      | 4,30     |       |
| 28   | A       | Vanessa Boslaková       | Francie                | o    | xxo  | xxx  |      |      | 4,30     |       |
| 29   | A       | Joana Costa             | Brazílie               | o    | xxx  |      |      |      | 4,15     |       |
| 29   | B       | Annika Newellová        | Kanada                 | o    | xxx  |      |      |      | 4,15     |       |
| 29   | B       | Diamara Planellová      | Portoriko              | o    | xxx  |      |      |      | 4,15     |       |
| 29   | A       | Femke Pluimová          | Nizozemsko             | o    | xxx  |      |      |      | 4,15     |       |
| 29   | A       | Maria Leonor Tavaresová | Portugalsko            | o    | xxx  |      |      |      | 4,15     |       |
| 34   | B       | Iryna Yakaltsevich      | Bělorusko              | xxo  | xxx  |      |      |      | 4,15     |       |
| —    | B       | Fabiana Murerová        | Brazílie               | –    | –    | –    | xxx  |      | NM       |       |
| —    | A       | Ren Mengqian            | Čína                   | xxx  |      |      |      |      | NM       |       |
| —    | B       | Nikoleta Kyriakopoulou  | Řecko                  |      |      |      |      |      | DNS      |       |
| —    | A       | Robeilys Peinado        | Venezuela              |      |      |      |      |      | DNS      |       |

### Finále
| Poř.             | Skokanka              | Země                   | 4,35 | 4,50 | 4,60 | 4,70 | 4,80 | 4,85 | 4,90 | Výsledek | Pozn. |
| ---------------- | --------------------- | ---------------------- | ---- | ---- | ---- | ---- | ---- | ---- | ---- | -------- | ----- |
| Zlatá medaile    | Katerina Stefanidiová | Řecko                  | –    | –    | o    | o    | xo   | xo   | xxx  | 4,85     |       |
| Stříbrná medaile | Sandi Morrisová       | Spojené státy americké | –    | o    | o    | xo   | xo   | xo   | xxx  | 4,85     |       |
| Bronzová medaile | Eliza McCartneyová    | Nový Zéland            | –    | o    | o    | o    | o    | xxx  |      | 4,80     | =NR   |
| 4                | Alana Boydová         | Austrálie              | –    | o    | o    | xxo  | xo   | xxx  |      | 4,80     |       |
| 5                | Holly Bradshawová     | Velká Británie         | –    | o    | xo   | o    | xxx  |      |      | 4,70     | SB    |
| 6                | Nicole Büchlerová     | Švýcarsko              | –    | o    | xxo  | o    | x–   | xx   |      | 4,70     |       |
| 7                | Jennifer Suhrová      | Spojené státy americké | –    | –    | xo   | xxx  |      |      |      | 4,60     |       |
| 7                | Yarisley Silvaová     | Kuba                   | –    | o    | xo   | xxx  |      |      |      | 4,60     |       |
| 9                | Martina Strutzová     | Německo                | o    | o    | xxo  | xxx  |      |      |      | 4,60     |       |
| 10               | Lisa Ryzihová         | Německo                | –    | o    | –    | xxx  |      |      |      | 4,50     |       |
| 11               | Tina Šutejová         | Slovinsko              | o    | xo   | xxx  |      |      |      |      | 4,50     |       |
| 12               | Kelsie Ahbeová        | Kanada                 | xxo  | xxo  | xxx  |      |      |      |      | 4,50     |       |